# كفر السطوحية
قرية كفر السطوحية هي إحدى القرى التابعة لمركز الزقازيق في محافظة الشرقية في جمهورية مصر العربية. حسب إحصاءات سنة 2006، بلغ إجمالي السكان في كفر السطوحية 2713 نسمة، منهم 1370 رجل و1343 امرأة.